# Мюллер, Шарль Луи
Шарль Луи Люсьен Мюллер (фр. Charles-Louis Lucien Müller; 1815—1892) — французский живописец.

## Биография
Шарль Луи Люсьен Мюллер родился 28 декабря 1815 года в Париже. Ученик Парижской школы изящных искусств, А.-Ж. Гро и Л. Конье.

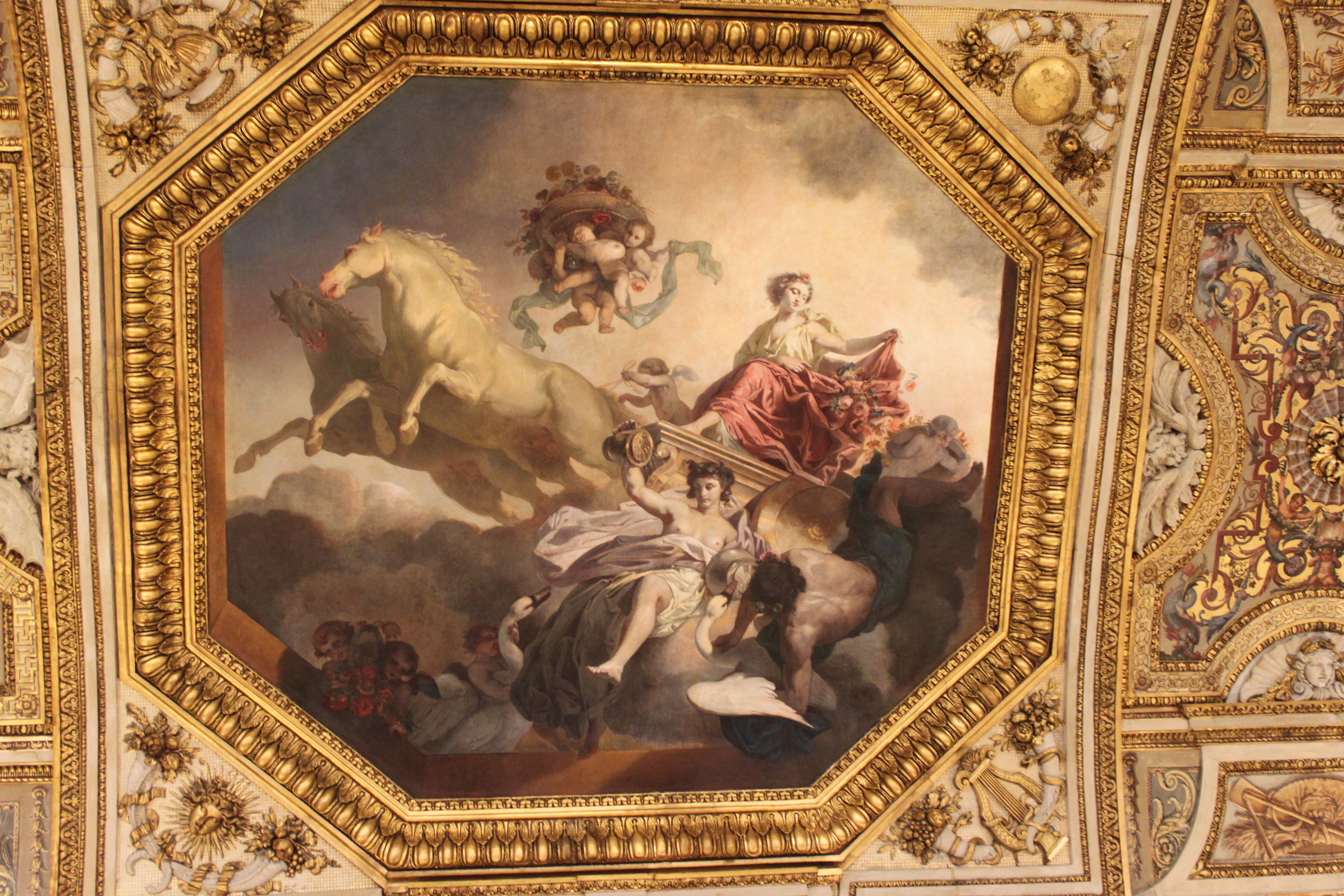
Роспись Мюллера в Лувре

Явившись впервые в салоне в 1834 году с картиной «Прогулка», он в последующих своих произведениях, уже возбуждавших внимание к нему публики и художественной критики, колебался между историческим родом живописи и жанром, как, например, в «Утре на другой день после праздника Рождества Христова» (1837), «Мучении св. Варфоломея» (1838) «Убийстве герцога бургундского Артура» (1839), «Экстазе св. Иеронима» (1839), «Дьяволе, переносящем Спасителя на гору» (1840), пока не произвёл, в салоне 1841 года, сильное впечатление картиной «Прогулка Гелиогабала» (императора везут по Риму нагие женщины).
С этого времени он избирал для своих работ преимущественно потрясающие, глубоко драматические сюжеты, облекая их в эффектную театральную форму и придавая им порой преувеличенную выразительность. Из произведений его в этом роде особенную известность приобрели «Сумасшедшая Гайдея» (1848; в Лильском музее), «Леди Макбет» (1849), «Перекличка последних жертв террора, отправляемых на казнь» (1850; в Луврск. галерее, в Париже), «Мария-Антуанетта в дни счастья, в Трианоне», «Мария-Антуанетта узница в Консьержери» (1857), «Обедня во времена террора» (1863), «Сумасшествие короля Лира» (1875), «Смерть испанского цыгана» (1876) и «Не Иисуса, а Варавву» (1878).
С 1864 года Мюллер был членом Французского института. Им исполнена декоративная живопись в зале «des Etats» и в куполе Деноновского павильона Луврского дворца.